# Xadrez com o Pequeno Fritz
Xadrez com o Pequeno Fritz: Aprenda e Pratique é um programa de computador de xadrez desenvolvido pela ChessBase e distribuído em língua portuguesa no Brasil pela empresa Positivo Informática. Projetado especialmente para a área infantil e iniciante, que permite uma aprendizagem de estratégica e técnica em situações competitivas.